# Сурин
Сурин е една от 76-те провинции на Тайланд. Столицата ѝ е едноименния град Сурин. Населението на провинцията е 1 375 257 жители (2006 г. – 10-а по население), а площта 8124,1 кв. км (24-та по площ). Намира се в часова зона UTC+7. Разделена е на 17 района, които са разделени на 158 общини и 2011 села.